# (4300) Marg Edmondson
(4300) Marg Edmondson (1955 SG1) – planetoida z pasa głównego asteroid okrążająca Słońce w ciągu 3,56 lat w średniej odległości 2,33 j.a. Odkryta 18 września 1955 roku.